# Au presents EZ RADIO SHOW
au presents EZ RADIO SHOW（エーユープレゼンツ イージーレディオショー）は、RADiO BERRYで金曜の午後7時から生放送されていたラジオ番組である。
番組タイトルの通り、携帯電話のauがメインスポンサーとなり同社のEZwebを利用した情報をリスナーに提供する内容であった。

リポーターのトンちゃんこと佐藤ともみのEZナビウォークを利用したリポートでは主に東京の有名スポットを紹介し、番組中電話出演を行った。また後日番組HPでも詳細が公開された。

番組後期には、EZナビウォークからLISMOを紹介する内容のコーナーに移り、「ベリクリ」という人気曲ランキングのコーナーもあった。
なお、数回佐藤ともみもBERRYのスタジオに訪れ出演したこともある。

## 放送時間
- 毎週金曜 19:00～19:55

## パーソナリティ
- 岡田眞善（2004年4月～2006年3月）
- 牧野隆志（東京プリン）（2006年4月～2007年3月）

## リポーター
- 佐藤ともみ（トンちゃん）